# Schönau-Berzdorf auf dem Eigen
Schönau-Berzdorf a. d. Eigen è un comune di 1.680 abitanti della Sassonia, in Germania.
Appartiene al circondario (Landkreis) di Görlitz (targa GR) ed è parte della comunità amministrativa (Verwaltungsgemeinschaft) di Bernstadt/Schönau-Berzdorf.

## Storia
La frazione Schönau auf dem Eigen nel 1264 e Berzdorf auf dem Eigen nel 1280 vennero per la prima volta citate nei documenti come proprietà dell'abbazia di Marienstern. 
Verso il 1835 fu estratto per la prima volta il carbone attraverso un pozzo minerario. Successivamente l'estrazione fu estesa ad una miniera a cielo aperto, che nel 1927 fu chiusa e allagata. Nel 1946 la miniera fu riaperta, prosciugata e ripresero le estrazioni di carbone. Dal 1962 al 1963 Schönau e Berzdorf furono riunite in un unico comune. Dal 2013 la miniera di Berzdorf e gran parte di quella di Neuberzdorf sono diventate un grosso lago.
La frazione di Kiesdorf auf dem Eigen fu fondata nel 1200 e nel 1264 viene citata per la prima volta come proprietà dell'abbazia di Marienstern. Dal 1994 Kiesdorf è parte del comune di Schönau-Berzdorf.